# D’Angelo Bluff
Das D’Angelo Bluff ist ein markantes, nach Norden ausgerichtetes Felsenkliff im westantarktischen Marie-Byrd-Land. Es erstreckt sich vom Mount McIntyre in westlicher Richtung über etwa 10 km und ragt an der Westflanke des Scott-Gletschers nahe seinem Entstehungsgebiet etwa 21 km südlich des Mount Early auf. 
Entdeckt wurde das Kliff im Dezember 1934 von der geologischen Mannschaft der zweiten Antarktisexpedition (1933–1935) des US-amerikanischen Polarforschers Richard Evelyn Byrd. Ein weiterer Besuch folgte am 5. Dezember 1962 durch Geologen des Instituts für Polarforschung der Ohio State University unter der Leitung von George Doumani (* 1931). Doumani benannte das Bluff nach dem Piloten John D’Angelo von der United States Army, der Doumani und sein Team mit dem Hubschrauber zu der Formation geflogen hatte.